# Pindúr pandúrok (televíziós sorozat, 1998)
A Pindúr pandúrok (eredeti cím: The Powerpuff Girls) 1998-tól 2005-ig vetített amerikai televíziós szuperhős-vígjátéksorozat, amelyet a későbbi Fosterék háza képzeletbeli barátoknak megalkotója, Craig McCracken készített és 2001-ig a Hanna-Barbera, azután a Cartoon Network Studios rendezett. Craig volt osztálytársa, Genndy Tartakovsky is közreműködött. A sorozatot Amerikában és Magyarországon, egyaránt a rajzfilmekre szakosodott Cartoon Network sugározta, amelyet 1998. november 18. és 2005. március 25. között tűztek műsorra, Magyarországon a TV2 is adta a TV2 Matiné című műsorblokk idejét követően és az RTL Klub is vetítette a Jó reggelt, skacok! című műsorblokkban.
Később a TV Tokyo a Cartoon Networkkel közösen készített egy spin-off-animesorozatot is, a Demasita! Powerpuff Girls Z címűt.
2016-ban új sorozatban tért vissza.

## Ismertető
A sorozat főhősei a három, szupererővel bíró Pindúr pandúr, akiket Utónium professzor teremtett. A feltaláló só, cukor és egyéb összetevőkből („minden, mi jó”) próbálta megteremteni a tökéletes kislányokat. Ám véletlenül az X-vegyszer is beleömlött az elegybe, ami a lányok képességeit eredményezi. Egy részből kiderül, hogy Mohó Jojó, az agyas csimpánz, aki egykor a professzor segédje volt, meglökte a professzort – így keverte hozzá ezt az alkotóelemet is a keverékébe. Ha városukat, Bogárfalvát veszély fenyegeti, a város polgármestere, a Bogármester, mindig készen áll rá, hogy időben a segítségüket kérje, ha a várost gonosztevők vagy szörnyek támadják meg.

## Szereplők

### A hős lányok

Balról jobbra: Puszedli, Sziporka és Csuporka

- Sziporka (Blossom) – A rózsaszín szemű, rózsaszín ruhájú, vörös hajú, piros masnit viselő kislány. Tulajdonképpen ő a csapat vezetője. Általában ő veszi fel a forródrótos játéktelefont, amin a Bogármester hívja fel őket vészhelyzet esetén. Sokszor neki jutnak az eszébe a jó ötletek és a nagy tervek. A túlzott okoskodása miatt szokták bántani.
- Puszedli (Bubbles) – Világoskék ruhájú, világoskék szemű, szőke hajú kislány. Plüssállatai közül kedvence Okti, a lila polip, aki sok epizódban feltűnik. Szeret csinos lenni.
- Csuporka (Buttercup) – A pandúrok legerősebb tagja a világoszöld szemű, világoszöld ruhájú, fekete hajú kislány. Teljes ellentéte Puszedlinek: harcias, nem kedveli a kislányos dolgokat, szeret verekedni.
- Pukkancs (Bliss)* – Létezik egy negyedik pindúr pandúr. Kékesfehér szemű, szürke ruhájú, kék masnit viselő kislány. Egyesek szerint őt Mohó Jojó teremtette. Ennek ellenére elsőre kedvesnek tűnik. Csak akkor lesz mérges, ha sokat bosszantják vagy piszkálják. Átvéve Csuporka helyét, a legerősebb pindúr pandúr. Ő nem él együtt a többiekkel.
- Nyuszi (Bunny) – Az eredeti trió készítette, amikor megunták a sok bűnüldözést. Szintetikus édesítőszerből, pormacskából és vesszőből, és a lányok szerinti "minden mi jóból", illetve X-vegyszerből hozták létre. Lila szemű, lila ruhájú, barna hajú, nagyobb darab szuperkislány. A 2. évad 11. részében kapott szerepet.

*A 2016-os Pindúr pandúrokban jelenik meg csak.

### Városi polgárok
- Utónium Professzor (Professor Utonium) – A lányok megalkotója, tudós, feltaláló. A tévénézők a nevét néha félreértik Plutónium Professzornak.
- Bogármester (Mayor of Townsville, Mayor Mayer) Eredeti nevén: Bogár Frenszin – Bogárfalva polgármestere, kissé együgyű, gyerekes és naiv, mindenben rászorul Kisagyszony és a Pindúr pandúrok segítségére.
- Kisagyszony (Ms. Sara Bellum) – A Bogármester asszisztense, a „csinibaba”. Vörös haja van, az arcát sosem lehet látni, egyszer egy pillanatnyi jelenet kivételével.
- Miss Keane, az Unalmas Tölgy Óvoda óvónője, aki különösen nagy figyelmet fordít a lányokra.

### Bűnözők
- Mohó Jojó (Mojo Jojo) – Túlméretes agyú csimpánz, a Pindúr Pandúrok legfőbb ellensége, aki mindenáron el akarja pusztítani őket, és a várost. Az egyik részből kiderül, hogy Mohó korábban Utónium Professzor segédje volt, és ő maga hozta létre egy baleset során a Pindúr Pandúrokat. Ezután féltékeny lett a lányokra, és megesküdött rá, hogy bosszút áll rajtuk.
- Borzasztóni (Fuzzy Lumpkins), egy idegbeteg 'borzas', vagy rózsaszín medveszerű lény, két antennával a fején. A Bogárfalva melletti erdőben él egy kis fakunyhóban. Van egy bendzsója, amit Joe-nak hív. Imádja a magányt, a rokonain kívül senkit sem enged a "birtokába", még egy lehulló falevelet sem.
- Ő (Him) – Egy misztikus, ördög kinézetű, piros bőrű, nőies lény kecskeszakállal, sminkkel, fekete csizmával és női ruhákkal. Mindig is meg akarta tréfálni a hősöket.
- Handa Banda (The Gangreen Gang) – Az együgyű, zöld bőrű lényekből álló öttagú banda, szupererők nélkül. A vezér Ász. A többiek: a kis Arturo, Billy a küklópsz, Féreg és Kígyó.
- Amőbanda (The Amoeba Boys) – Három sokszorozódásra képes amőba formációja, akik nem zavarnak túl sok vizet a város életében. Bűnözni nem tudnak. Egyszer megfertőzték a város összes lakóját, de attól még a lányok legegyszerűbben elintézhető, buta ellenségei.
- Pénzeszsák Hercegnő (Princess Morbucks) Egy elkényeztetett, gazdag, bőbeszédű kiscsaj, aki olyan idős, mint a Pindúr Pandúrok, és aki az első találkozáskor be akart állni közéjük. De mivel nincs „igazi” szuperereje és első próbálkozásai közben mindent alaposan elszúrt, ezért a lányok elküldték. A Hercegnő azóta utálja a lányokat; bosszúból megkérte apját, aki bármikor bármit megtett érte, hogy adjon neki pénzt szupererőre. A lány így mindenféle technikai eszközzel lett felszerelve, mint Batman.
- Medúza (Sedusa) – Egy fehér bőrű, hajimádó nőszemély vörös ruhában, aki minden értékeset magának akar. Legnagyobb gyengesége, ha tönkremegy a haja.
- A Pernahajderek (The Rowdyruff Boys) – A neveik: Brick, Boomer és Butch, a Pindúr Pandúrok tökéletes ellentétei, legalábbis is ha a belső tulajdonságokat nézzük, hiszen fiúk, szeretik a sötét színeket, kedvelik a gonoszságot, imádnak rombolni, pusztítani, ez számukra a szórakozás. De ha csak egyszerűen rájuk nézünk, látjuk a sok hasonlóságot: alacsonyak, nagyfejűek, van szupererejük, a színeik a sötét árnyalatokat kivéve teljesen ugyanazok. A börtönbe zárt Mohó Jojó alkotta meg őket. A lányok születési összetevőinek az ellentétét vetette be annak érdekében, hogy létrehozhassa őket. Később a fiúk már önállóan bűnöznek Bogárfalván; ehhez Ő segítsége is kellett.

### További szereplők
- The Powerpunk Girls– A neveik: Berserk (Sziporka hasonmása), Brat (Puszedli hasonmása) és Brute (Csuporka hasonmása). A Pindúr pandúrok gonosz hasonmásai egy párhuzamos univerzumban. Eredetileg a Déja View című epizódban tűntek volna fel, de mivel ez soha nem készült el a Pindúr pandúrok: A mozifilm munkálatai miatt, képregény lett belőle.
- Jomo Momo – Mohó Jojó jó hasonmása, akinek célja megvédeni Viletown-t a 3 gonosz lánytól. Sárga bőrű, narancssárga szemű csimpánz, akinek sisakján vízszintes zöld csíkok vannak. Narancssárga a ruhája is. Mohóval ellentétben a lábszára le van borotválva, nyakában egy J-alakú nyaklánc lóg.
- Oppressor Plutonium – Utónium Professzor gonosz énje, a Pindúr Vandálok/Pindúr punkdúrok megalkotója. Szemkötőt visel, felzselézett haja és kecskeszakálla van.
- Borzasztóni Professzor és az Amőbanda Professzorok – Borzasztóni és az Amőbanda jó, tudós hasonmásaik, akik hazajuttatják a Pindúr pandúrokat Bogárfalvára.

## Magyar változat
A szinkront a TV2 megbízásából a Masterfilm Digital készítette.
Magyar szöveg: Fekete Zoltán
Hangmérnök: Horváth Zoltán
Vágó: Varga Kristóf
Gyártásvezető: Vigvári Ágnes
Szinkronrendező: Zentai Mária
Narrátor: Kőszegi Ákos

## Magyar hangok
- Bódy Gergely – Kis Arturo
- Bolba Tamás – Junior
- Breyer Zoltán – Kígyó
- Csondor Kata – Pénzeszsák Hercegnő
- Csuja Imre – Mohó Jojó (2. hang)
- Dobránszky Zoltán – Bogármester (1-3. évad)
- Előd Álmos – Butch
- Előd Botond – Brick
- Fekete Zoltán – Slim
- Haás Vander Péter – Ász
- Halasi Dániel – Boomer
- Hankó Attila – Mohó Jojó (1. hang)
- Jakab Csaba – Ő
- Józsa Imre – Főnök
- Kassai Károly – Bogár mester (4. évadtól)
- Kautzky Armand – Utónium Professzor
- Kiss Virág – Csuporka
- Kocsis Mariann – Kisagyszony
- Koffler Gizella – Miss Keane
- Koncz István – BorzaszTóni
- Minárovits Péter – Billy (küklópsz)
- Némedi Mari – Nyuszi
- Pálfai Péter – Féreg
- Penke Bence – Jennett
- Törtei Tünde – Sziporka
- Vadász Bea – Puszedli
- Zsigmond Tamara – Medúza

## Utalások
A professzor neve Utónium, a CN magazinból és az enwikiből olvasva, csak a tévében Plutóniumnak hangzik, ezért a nézők gyakran keverik Plutóniumnak, de a tévében is Utóniumot mondanak.

## Epizódok
| #                      | Magyar cím                        | Eredeti cím                                       |
| ---------------------- | --------------------------------- | ------------------------------------------------- |
|                        |                                   |                                                   |
| FILMEK                 |                                   |                                                   |
|                        |                                   |                                                   |
| F1                     | Pindúr pandúrok: A mozifilm       | The Powerpuff Girls Movie                         |
|                        |                                   |                                                   |
| PRÓBARÉSZEK            |                                   |                                                   |
|                        |                                   |                                                   |
| P1                     | Húsos Borzasztóni                 | Meat Fuzzy Lumpkins                               |
|                        |                                   |                                                   |
| P2                     | Bűncselekmény 101                 | Crime 101                                         |
|                        |                                   |                                                   |
| ELSŐ ÉVAD              |                                   |                                                   |
|                        |                                   |                                                   |
| 01.                    | A bogár belseje                   | Insect Inside                                     |
| 01.                    | Ál-Pandúrok                       | Powerpuff Bluff                                   |
|                        |                                   |                                                   |
| 02.                    | Utánozó majom, ott mászik a falon | Monkey See, Doggy Do                              |
| 02.                    | Mami rettentő                     | Mommy Fearest                                     |
|                        |                                   |                                                   |
| 03.                    | Nyolckarú veszedelem              | Octi Evil                                         |
| 03.                    | Baktériadalom                     | Geshundfight                                      |
|                        |                                   |                                                   |
| 04.                    | Csuporkaland                      | Buttercrush                                       |
| 04.                    | Borzasztó logika                  | Fuzzy Logic                                       |
|                        |                                   |                                                   |
| 05.                    | Mumus buli                        | Boogie Frights                                    |
| 05.                    | Abrakadarabolás                   | Abracadaver                                       |
|                        |                                   |                                                   |
| 06.                    | Telefonbetyárok                   | Telephonies                                       |
| 06.                    | Brutális szeretet                 | Tough Love                                        |
|                        |                                   |                                                   |
| 07.                    | Hősi versengés                    | Major Competition                                 |
| 07.                    | Mohó újra felbukkan               | Mr. Mojo’s Rising                                 |
|                        |                                   |                                                   |
| 08.                    | Ragasz-sztori                     | Paste Makes Waste                                 |
| 08.                    | Heves jeges                       | Ice Sore                                          |
|                        |                                   |                                                   |
| 09.                    | Krampuszedli                      | Bubblevicious                                     |
| 09.                    | A meztelen igazság                | The Bare Facts                                    |
|                        |                                   |                                                   |
| 10.                    | Zsákba macska                     | Cat Man Do                                        |
| 10.                    | Tóni feltör                       | Impeach Fuzz                                      |
|                        |                                   |                                                   |
| 11.                    | Mohó rossz napja                  | Just Another Manic Mojo                           |
| 11.                    | Átváltozások ideje                | Mime For A Change                                 |
|                        |                                   |                                                   |
| 12.                    | A Pindúr Vasgyúrók                | The Rowdyruff Boys                                |
|                        |                                   |                                                   |
| 13.                    | Oh, óh, Dinamó                    | Uh Oh… Dynamo                                     |
|                        |                                   |                                                   |
| MÁSODIK ÉVAD           |                                   |                                                   |
|                        |                                   |                                                   |
| 14.                    | Az öntelt szuperhős               | Stuck Up, Up And Away                             |
| 14.                    | Vissza a suliba                   | School House Rocked                               |
|                        |                                   |                                                   |
| 15.                    | Gyűjtőszenvedély                  | Collect Her                                       |
| 15.                    | Jó szomszédság                    | Supper Villain                                    |
|                        |                                   |                                                   |
| 16.                    | Születésnapi buli                 | Birthday Bash                                     |
| 16.                    | Átmeneti mentés szünet            | Too Pooped To Puff                                |
|                        |                                   |                                                   |
| 17.                    | Átkos álom                        | Dream Scheme                                      |
| 17.                    | Ha nem figyelsz, nem is nyersz    | You Snooze, You Lose                              |
|                        |                                   |                                                   |
| 18.                    | Üsd a zöldet, ahol éred!          | Beat Your Greens                                  |
| 18.                    | Valami bűzlik Bogárfalván         | Down ’N’ Dirty                                    |
|                        |                                   |                                                   |
| 19.                    | A nap hőse                        | Slave The Day                                     |
| 19.                    | Los Dos Mohó                      | Los Dos Mojos                                     |
|                        |                                   |                                                   |
| 20.                    | Sziporka különleges ajándéka      | A Very Special Blossom                            |
| 20.                    | Téli időszámítás                  | Daylight Savings                                  |
|                        |                                   |                                                   |
| 21.                    | Mohó, a bérmunkás                 | Mo Job                                            |
| 21.                    | Kis állat eledel                  | Pet Feud                                          |
|                        |                                   |                                                   |
| 22.                    | A képzeletbeli barát              | Imaginary Fiend                                   |
| 22.                    | Tetű gondok                       | Cootie Gras                                       |
|                        |                                   |                                                   |
| 23.                    | A leges-legjobb esős napi kaland  | The Powerpuff Girls Best Rainy Day Adventure Ever |
| 23.                    | Jöhet a desszert                  | Just Desserts                                     |
|                        |                                   |                                                   |
| 24.                    | Nincs só, tesó                    | Twisted Sister                                    |
| 24.                    | Placebo takaró                    | Cover Up                                          |
|                        |                                   |                                                   |
| 25.                    | A sebesség ördögei                | Speed Demon                                       |
| 25.                    | Mohó elvonási tünetei             | Mojo Jonesin’                                     |
|                        |                                   |                                                   |
| 26.                    | Valami haj van                    | Something’s A Ms.                                 |
| 26.                    | Pizsama-partin az ellenséggel     | Slumbering With The Enemy                         |
|                        |                                   |                                                   |
| HARMADIK ÉVAD          |                                   |                                                   |
|                        |                                   |                                                   |
| 27.                    | Hullócsilagok                     | Fallen Arches                                     |
| 27.                    | Szemtelen történet                | The Mane Event                                    |
|                        |                                   |                                                   |
| 28.                    | Nagy városi kaland                | Town And Out                                      |
| 28.                    | Bébisziter                        | Child Fearing                                     |
|                        |                                   |                                                   |
| 29.                    | Személycserés támadás             | Criss Cross Crisis                                |
|                        |                                   |                                                   |
| 30.                    | Látászavar                        | Bubble Vision                                     |
| 30.                    | Törvénytelen törvények            | Bought And Scold                                  |
|                        |                                   |                                                   |
| 31.                    | Kis állat kínzás                  | Getin’ Twiggy With It                             |
| 31.                    | Zsarulesen                        | Cop Out                                           |
|                        |                                   |                                                   |
| 32.                    | A zabpehely románca               | Jewel Of The Aisle                                |
| 32.                    | Szuper blődök                     | Super Zeroes                                      |
|                        |                                   |                                                   |
| 33.                    | Három kislány és egy szörnyeteg   | Three Girls And A Monster                         |
| 33.                    | A kettes számú Anubisz terv       | Monkey See                                        |
|                        |                                   |                                                   |
| 34.                    | Macska katasztrófa                | Catastrophe!                                      |
| 34.                    | Cukorka mizéria                   | Candy Is Dandy                                    |
|                        |                                   |                                                   |
| 35.                    | Baljós léghajós                   | Hot Air Buffoon                                   |
| 35.                    | Játékszenvedély                   | Ploys ’R’ Us                                      |
|                        |                                   |                                                   |
| 36.                    | Befogad Lak                       | Helter Shelter                                    |
| 36.                    | Agyafúrt agyelszívó               | The HeadSucker’s Moxy                             |
|                        |                                   |                                                   |
| 37.                    | Pandúrprof                        | Power Prof.                                       |
|                        |                                   |                                                   |
| 38.                    | Vitaminbomba                      | Power Lunch                                       |
| 38.                    | Egyenjogúsági küzdelem            | Equal Fights                                      |
|                        |                                   |                                                   |
| 39.                    | A bombafejűek története           | Meet The Beat-Alls                                |
| 39.                    | Az önjelölt fogorvos              | Moral Decay                                       |
|                        |                                   |                                                   |
| NEGYEDIK ÉVAD          |                                   |                                                   |
|                        |                                   |                                                   |
| 40.                    | A filmes trükk                    | Film Flam                                         |
|                        |                                   |                                                   |
| 41.                    | Kréta krízis                      | All Chalked Up                                    |
|                        |                                   |                                                   |
| 42.                    | Vissza a múltba                   | Get Back, Jojo                                    |
|                        |                                   |                                                   |
| 43.                    | Furfangos fejtörők                | Him Diddle Riddle                                 |
|                        |                                   |                                                   |
| 44.                    | Csak klubtagoknak                 | Members Only                                      |
|                        |                                   |                                                   |
| 45.                    | A szeretet ereje                  | Knock It Off                                      |
|                        |                                   |                                                   |
| 46.                    | Szuperbarátok                     | Super Friends                                     |
|                        |                                   |                                                   |
| 47.                    | Észak nanója                      | Nano Of The North                                 |
|                        |                                   |                                                   |
| 48.                    | Eltévedt golyó                    | Stray Bullet                                      |
|                        |                                   |                                                   |
| 49.                    | Kényszer kapcsolat                | Forced Kin                                        |
|                        |                                   |                                                   |
| 50.                    | Szerelmes Keane                   | Keen On Keane                                     |
| 50.                    | Sziporka nem sziporkázik          | Not So Awesome Blossom                            |
|                        |                                   |                                                   |
| 51.                    | Paranoia                          | Power-Noia                                        |
|                        |                                   |                                                   |
| 52.                    | Semmi különleges                  | Nuthin' Special                                   |
| 52.                    | Vili Hood                         | Neighbor Hood                                     |
|                        |                                   |                                                   |
| KARÁCSONYI KÜLÖNKIADÁS |                                   |                                                   |
|                        |                                   |                                                   |
| K1                     | Karácsonyi lidércnyomás           | Twas The Fight Before Christmas                   |
|                        |                                   |                                                   |
| ÖTÖDIK ÉVAD            |                                   |                                                   |
|                        |                                   |                                                   |
| 53.                    | Szörnyfalva                       | Monstra City                                      |
| 53.                    | A kutyafáját!                     | Shut The Pup Up!                                  |
|                        |                                   |                                                   |
| 54.                    | A jövő kifürkészhetetlen útjai    | I See A Funny Cartoon In Your Future              |
| 54.                    | Octi rejtélye                     | Octi-Gone                                         |
|                        |                                   |                                                   |
| 55.                    | A város arcpirítója               | Toast Of The Town                                 |
| 55.                    | Oszd meg és uralkodj!             | Divide And Conquer                                |
|                        |                                   |                                                   |
| 56.                    | Betörőriadó                       | Burglar Alarmed                                   |
| 56.                    | Kényszerházasság                  | Shotgun Wedding                                   |
|                        |                                   |                                                   |
| 57.                    | Mentsük meg Mohót!                | Save Mojo                                         |
| 57.                    | A helyettesítő galád              | Substitute Creature                               |
|                        |                                   |                                                   |
| 58.                    | A srácok visszatérnek             | The Boys Are Back In Town                         |
|                        |                                   |                                                   |
| 59.                    | Rózsa manó                        | See Me, Feel Me, Gnomey                           |
|                        |                                   |                                                   |
| 60.                    | Pisis gondok                      | The Pee Pee G’s                                   |
| 60.                    | Fiús játékok                      | Boy Toys                                          |
|                        |                                   |                                                   |
| 61.                    | Magot vagy életet                 | Seed No Evil                                      |
| 61.                    | Emlékek viharában                 | The City Of Clipsville                            |
|                        |                                   |                                                   |
| 62.                    | Kisvárosi füllentések             | Lying Around The House                            |
| 62.                    | Puszedli, a fiú                   | Bubble Boy                                        |
|                        |                                   |                                                   |
| 63.                    | A dokumentumfilm                  | The Powerpuff Girls: A Documentary                |
| 63.                    | A lányok lenyugszanak             | Girls Gone Mild                                   |
|                        |                                   |                                                   |
| 64.                    | Káromkodjunk                      | Curses                                            |
| 64.                    | A pénzért meg kell dolgozni       | Bang For Your Buck                                |
|                        |                                   |                                                   |
| 65.                    | Csendkúra                         | The Silent Treatment                              |
| 65.                    | A pamacs csapat                   | Sweet ’N’ Sour                                    |
|                        |                                   |                                                   |
| HATODIK ÉVAD           |                                   |                                                   |
|                        |                                   |                                                   |
| 66.                    | A legjobb társ                    | Prime Mates                                       |
| 66.                    | Húr, robog a kicsi kocsi          | Coupe D'Etat                                      |
|                        |                                   |                                                   |
| 67.                    | Lelki béke                        | Makes Zen To Me                                   |
| 67.                    | Szörny nagybácsi                  | Say Uncle                                         |
|                        |                                   |                                                   |
| 68.                    | Bűzölgő rondás                    | Reeking Havoc                                     |
| 68.                    | Dynamo újra akcióban              | Live & Let D.Y.N.A.M.O.                           |
|                        |                                   |                                                   |
| 69.                    | Mohó nyelvlecke                   | Mo’ Linguish                                      |
| 69.                    | Hoppá, véletlen volt!             | Oops, I Did It Again                              |
|                        |                                   |                                                   |
| 70.                    | Sminkel a De Frász                | A Made Up Story                                   |
|                        |                                   |                                                   |
| 71.                    | Csöppnyi félreértés               | Little Miss Interprets                            |
| 71.                    | Éjszakai Bogármester              | Night Mayor                                       |
|                        |                                   |                                                   |
| 72.                    | Apák csatája                      | Custody Battle                                    |
| 72.                    | Mogyorófalva városa               | The City Of Nutsville                             |
|                        |                                   |                                                   |
| 73.                    | Vágyakozás                        | Aspirations                                       |
|                        |                                   |                                                   |
| 74.                    | Ez nem az én csecsemőm            | That’s Not My Baby!                               |
| 74.                    | A majom mondja                    | Simian Says                                       |
|                        |                                   |                                                   |
| 75.                    | Leégés                            | Sun Scream                                        |
| 75.                    | Komorfalva                        | The City Of Frownsville                           |
|                        |                                   |                                                   |
| 76.                    | Volt egyszer egy vadnyugat        | West In Pieces                                    |
|                        |                                   |                                                   |
| 77.                    | Őrült Pindúrkoktél                | Crazy Mixed Up Puffs                              |
| 77.                    | Vitorlát bonts!                   | Mizzen In Action                                  |
|                        |                                   |                                                   |
| 78.                    | Mi a nagy helyzet?                | What’s The Big Idea                               |
| 78.                    | Természet, ó, dicső természet     | Roughing It Up                                    |
|                        |                                   |                                                   |
| KÜLÖNLEGES RÉSZ        |                                   |                                                   |
|                        |                                   |                                                   |
| K2                     | Pindúr pandúr uralom              | The Powerpuff Girls rule!!!                       |
|                        |                                   |                                                   |
| CGI-különkiadás        |                                   |                                                   |
|                        |                                   |                                                   |
| K3                     | Pindúr pandúrok: Táncra fűzve     | The Powerpuff Girls Dance Pantsed                 |
|                        |                                   |                                                   |
| TERVEZETT/LEADATLAN    |                                   |                                                   |
| -                      | -                                 | Dèjà View                                         |
| -                      | -                                 | A Punky Couple                                    |